# 212-я пехотная дивизия (вермахт)
212-я пехотная дивизия (нем. 212. Infanterie-Division) — тактическое соединение сухопутных войск нацистской Германии периода Второй мировой войны.

## История
212-я пехотная дивизия была сформирована 26 августа 1939 года в 7-м военном округе в Мюнхене во время 3-й волны мобилизации Вермахта. После этого она была передана в резерв 1-й армии, которой было поручено защищать западную границу Германии с Францией. Дивизия заняла позиции на линии Зигфрида в Саарпфальце.
Дивизия была уничтожена советскими войсками на Ленинградском участке фронта в августе 1944 года.
27 октября 1944 года, во время 32-й волны мобилизации, дивизия создана вновь, с новым именем — 212-я народная пехотная дивизия (нем. 212. Volksgrenadier-Division). Лишь 10 процентов бойцов — ветераны боевых действий, основу составляли солдаты, переведённые в дивизию за счёт поглощения 588-й народной пехотной дивизии. Фактически 578-я народная пехотная дивизия (578. Volksgrenadier-Division) созданная 28 сентября 1944 года была просто переименована в 212-ю.

## Местонахождение
- с сентября 1939 по ноябрь 1940 (Германия)
- с ноября 1940 по октябрь 1941 (Франция)
- с октября 1941 по август 1944 (СССР)

## Подчинение
- 28-й армейский корпус 18-й армии группы армий «Север» (18 октября 1942 — 28 ноября 1944)

## Командиры
- генерал-майор Вальтер Фридрихс (26 августа — 15 сентября 1939)
- генерал-лейтенант Фридрих Эндрес (15 сентября 1939 — 1 октября 1942)
- генерал-лейтенант Гельмут Рейман (1 октября 1942 — 1 октября 1943)
- генерал-майор Карл Коске (1 октября 1943 — 1 марта 1944)
- генерал-лейтенант Франц Зенсфус (1 марта 1944 — 1 апреля 1945)
- генерал-майор Макс Улих (1 апреля — 8 мая 1945)

## Состав
- 316-й пехотный полк (Infanterie-Regiment 316)
- 320-й пехотный полк (Infanterie-Regiment 320)
- 423-й пехотный полк (Infanterie-Regiment 423)
- 212-й артиллерийский полк (Artillerie-Regiment 212)
- 212-й сапёрный батальон (Pionier-Bataillon 212)
- 212-й противотанковый дивизион (Panzerabwehr-Abteilung 212)
- 212-й разведывательный батальон (Aufklärungs-Abteilung 212)
- 212-й батальон связи (Nachrichten-Abteilung 212)
- 212-й отряд материального обеспечения (Nachschubtruppen 212)
- 212-й полевой запасной батальон (Feldersatz-Bataillon 212)